# Prîsten, Sînelnîkove
Prîsten (în ucraineană Пристень) este un sat în comuna Pîsarivka din raionul Sînelnîkove, regiunea Dnipropetrovsk, Ucraina.

## Demografie
Componența lingvistică a localității Prîsten
     Ucraineană (79,07%)
     Rusă (20,93%)
Conform recensământului din 2001, majoritatea populației localității Prîsten era vorbitoare de ucraineană (79,07%), existând în minoritate și vorbitori de rusă (20,93%).